# Nikita Jewgenjewitsch Kuprijanow
Nikita Jewgenjewitsch Kuprijanow (russisch Никита Евгеньевич Куприянов; * 23. April 2002) ist ein russischer Fußballspieler.

## Karriere
Kuprijanow begann seine Karriere bei Kalitwa Belaja Kalitwa. Im Januar 2019 wechselte er in die Jugend des FK Rostow. Im Juni 2020 debütierte er für die Profis in der Premjer-Liga, als er am 23. Spieltag der Saison 2019/20 gegen den FK Sotschi in der Startelf stand. In jenem Spiel lief eine reine Jugendmannschaft der Rostower auf, nachdem die Profis aufgrund von COVID-Fällen unter Quarantäne gestellt worden waren. Rostow verlor die Partie mit 10:1. In der 73. Minute wurde Kuprijanow, der die Mannschaft als Kapitän anführte, durch Nikita Kaschtan ersetzt.